# 5362 Джон'янг
(5362) 1978 CH (1978 CH, 1976 YS4, 1978 EV, 1989 YR8, 1991 DL1) — астероїд головного поясу, відкритий 2 лютого 1978 року.
Тіссеранів параметр щодо Юпітера — 3,140.